# Antoaneta Kostadinova
Antoaneta Kostadinova, född 17 januari 1986 i Tărgovisjte, är en bulgarisk sportskytt.
Hon blev olympisk silvermedaljör i 10 meter luftpistol vid sommarspelen 2020 i Tokyo.